# Daniel Goleman

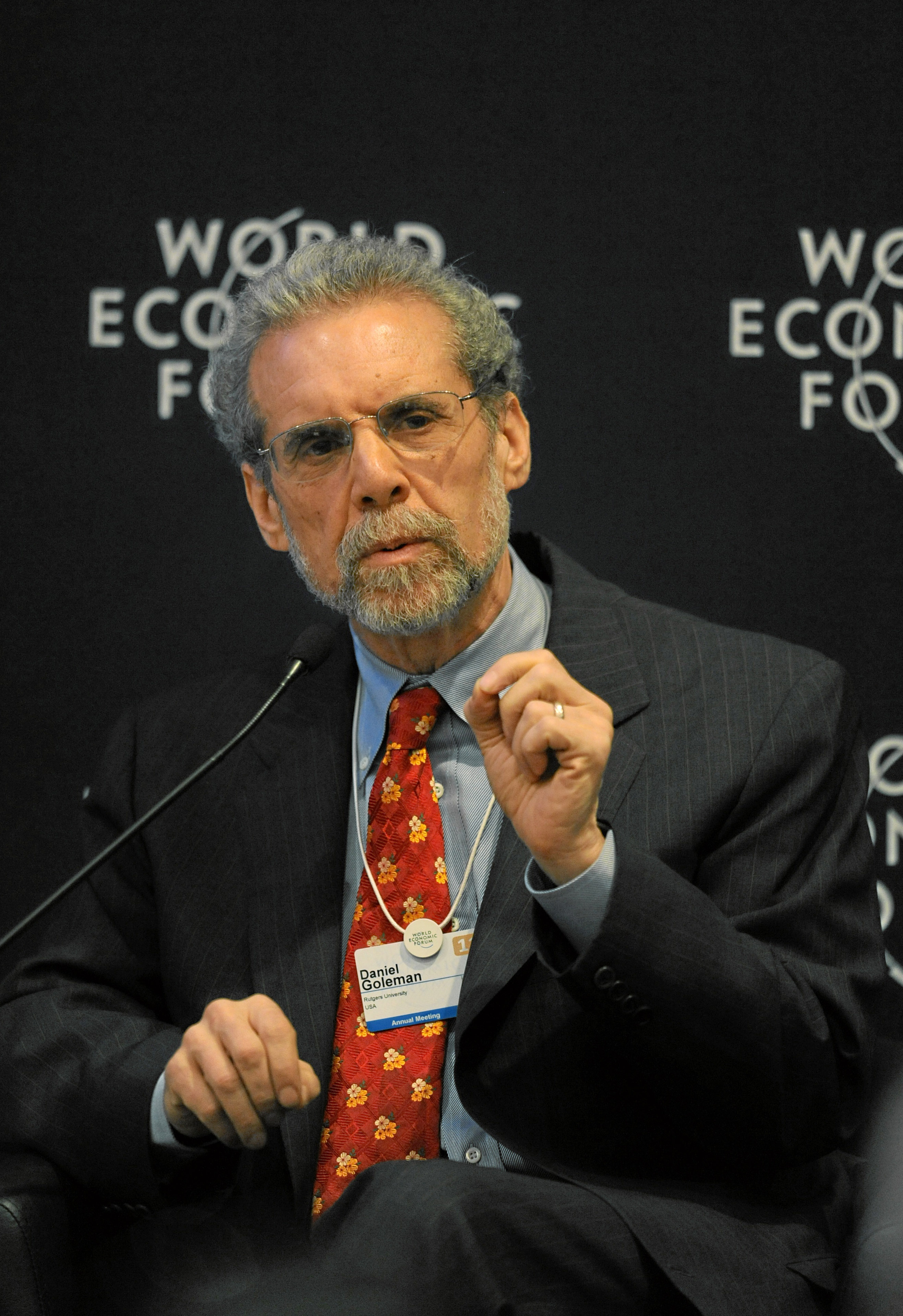
Daniel Goleman (2011)

Daniel Goleman (ur. 7 marca 1946 w Stockton) – amerykański psycholog żydowskiego pochodzenia, publicysta naukowy. Autor bestselleru Inteligencja emocjonalna (1995). Wieloletni współpracownik dziennika „The New York Times”. Wykładowca akademicki. Absolwent Uniwersytetu Harvarda. Dwukrotnie nominowany do nagrody literackiej Pulitzera.

## Publikacje
- Focus: The Hidden Driver of Excellence (2013) Harper. ISBN 0-06-211486-7 – Edycja polska: Focus. Sztuka koncentracji jako ukryte dążenie do doskonałości, Dom Wydawniczy REBIS, 2014, ISBN 978-83-7278-999-0.
- Ecological Intelligence: How Knowing the Hidden Impacts of What We Buy Can Change Everything (2009) Broadway Business. ISBN 0-385-52782-9, ISBN 978-0-385-52782-8 – Edycja polska: Inteligencja ekologiczna, Dom Wydawniczy REBIS, 2009. ISBN 978-83-7510-375-5.
- Hot to Help: When can empathy move us to action? (2008) Greater Good Science Center. ISBN 074-470041931.
- Social Intelligence: The New Science of Social Relationships (2006) Bantam Books. ISBN 978-0-553-80352-5 – Edycja polska: Inteligencja społeczna, Dom Wydawniczy REBIS, 2007. ISBN 978-83-7301-939-3.
- Destructive Emotions: A Scientific Dialogue with the Dalajlama (2003) Bantam Books. ISBN 978-0-553-38105-4 – Edycja polska: Emocje destrukcyjne. Jak możemy je przezwyciężyć? Dialog naukowy z udziałem Dalajlamy (przekład Andrzej Jankowski), Dom Wydawniczy REBIS, 2003. ISBN 83-7301-377-6.
- Primal Leadership: The Hidden Driver of Great Performance (2001) Co-authors: Boyatzis, Richard; McKee, Annie. Harvard Business School Press. ISBN 978-1-57851-486-1.
- The Emotionally Intelligent Workplace (2001) Jossey-Bass. ISBN 978-0-7879-5690-5.
- Harvard Business Review on What Makes a Leader? (1998) Współautorzy: Michael MacCoby, Thomas Davenport, John C. Beck, Dan Clampa, Michael Watkins. Harvard Business School Press. ISBN 978-1-57851-637-7.
- Working with Emotional Intelligence (1998) Bantam Books. ISBN 978-0-553-37858-0.
- Healing Emotions: Conversations with the Dalajlama on Mindfulness, Emotions, and Health (1997) Shambhala. ISBN 978-1-59030-010-7.
- Emotional Intelligence: Why It Can Matter More Than IQ (1996) Bantam Books. ISBN 978-0-553-38371-3 – Edycja polska: Inteligencja emocjonalna, Media Rodzina, 1997. ISBN 83-85594-46-9.
- The Meditative Mind (1988) Tarcher. ISBN 978-0-87477-833-5.
- Vital Lies, Simple Truths: The Psychology of Self Deception (1985) Bloomsbury Publishing. ISBN 978-0-7475-3413-6.